# Георг II (Валдек-Пирмонт)
Георг II Фридрих Хайнрих фон Валдек-Пирмонт (на немски: Georg II Friedrich Heinrich zu Waldeck und Pyrmont; * 20 септември 1789 във Вайл ам Рейн; † 15 май 1845 в Аролзен) е княз на Валдек-Пирмонт (1813 – 1845).
Той е вторият син на княз Георг фон Валдек-Пирмонт (1747 – 1813) и принцеса Августа фон Шварцбург-Зондерсхаузен (1768 – 1849), дъщеря на княз Август II фон Шварцбург-Зондерсхаузен (1738 – 1806) и съпругата му принцеса Христина фон Анхалт-Бернбург (1746 – 1823).

Той умира на 15 май 1845 г. на 55 години.

## Фамилия
Георг II се жени на 26 юни 1823 г. в Шаумбург до Лимбург на Лан за принцеса Емма фон Анхалт-Бернбург-Шаумбург-Хойм (* 20 май 1802; † 1 август 1858) от род Аскани, дъщеря на княз Виктор II фон Анхалт-Бернбург-Шаумбург-Хойм и Амалия фон Насау-Вайлбург. Те имат децата:
- Йозеф Фридрих Хайнрих (1825 – 1829)
- Георг Виктор (1831 – 1893), княз на Валдек и Пирмонт, женен I. на 26 септември 1853 г. за принцеса Хелена фон Насау (1831 – 1888), II. на 29 април 1891 г. за принцеса Луиза фон Шлезвиг-Холщайн-Зондербург-Глюксбург (1858 – 1936)
- Волрад Меландер (1833 – 1867 в Кайро)
- Августа Амалия Ида (1824 – 1893) омъжена в Аролзен на 15 юни 1848 г. за княз Алфред фон Щолберг-Щолберг (1820 – 1903)
- Хермина/Херминия (1827 – 1910), омъжена в Аролзен на 25 октомври 1844 г. за княз Адолф I Георг фон Шаумбург-Липе (1817 – 1893)